# Thoralf Hagen
Thoralf Hagen (Oslo, 22 settembre 1887 – Oslo, 7 gennaio 1979) è stato un canottiere norvegese.

## Palmarès

### Olimpiadi
- 2 medaglie:
  - 2 bronzi (Anversa 1920 nel quattro con; Anversa 1920 nell'otto)